# والتر مونك
والتر مونك (بالإنجليزية: Walter Munk)‏ هو عالم أمريكي في مجال علم المحيطات، فيزياء الأرض، ملقب بآنشتاين علم المحيطات. ولد في 10 يوليو 1917 في فيينا، عاصمة الإمبراطورية النمساوية المجرية آنذاك، حائز على جائزة قلادة العلوم الوطنية الأمريكية، وقلادة روجيه ريفيل من منظمة اليونسكو.
عمل مونك على مجموعة متنوعة من المواضيع، شملت الأمواج السطحية، والآثار الجيوفيزيائية للتغيرات في دوران الأرض، وحركات المد والجزر، والموجات الداخلية، والحفر في أعماق المحيطات في قاع البحر، والقياسات الصوتية لخصائص المحيطات، وارتفاع مستوى سطح البحر، وتغير المناخ. بدءًا من سنة 1975، طور كل من مونك وكارل وونش تقنية التصوير المقطعي الصوتي للمحيطات، مستغلين مدى السهولة التي ينتقل بها الصوت في المحيط واستخدام الإشارات الصوتية لقياس درجات الحرارة والتيارات على نطاق واسع. في تجربة أجراها مونك ومرافقوه سنة 1991، درسوا قدرة الصوت على الانتشار تحت الماء من جنوب المحيط الهندي عبر جميع أحواض المحيطات. كان الهدف من التجربة قياس درجة حرارة المحيطات العالمية. انتقدت منظمات بيئية تلك التجربة، إذ أبدوا احتمال تأثير الأمواج الصوتية العالية سلبًا على الحياة البحرية. استمر مونك في دعم وتطوير القياسات الصوتية للمحيطات طوال مسيرته المهنية.
بدأت حياة مونك المهنية قبل اندلاع الحرب العالمية الثانية وانتهت بعد ما يقرب من 80 عامًا بوفاته سنة 2019. أوقفت الحرب دراساته للحصول على الدكتوراه من «معهد سكريبس» لعلوم المحيطات، وساقته إلى المشاركة في المساعي البحثية العسكرية الأمريكية. طور مونك ومستشاره في الدكتوراه هارالد سفيدراب أساليب للتنبؤ بالظروف الموجية، والتي استخدمت لدعم الإنزال على الشاطئ في جميع الجبهات الحربية. شارك في برامج لدراسة المحيطات خلال اختبارات القنبلة الذرية في حلقية بيكيني المرجانية. كان أستاذًا لعلم الجيوفيزياء في معهد سكريبس التابع لجامعة كاليفورنيا في في لاهويا لمعظم مسيرته المهنية. فضلًا عن ذلك، نشط مونك وزوجته في تطوير حرم سكريبس ودمجه مع جامعة كاليفورنيا الجديدة في سان دييجو. تضمنت مسيرة مونك المهنية عددًا من المناصب المرموقة، شملت كونه عضوًا في مجمع تفكير جايسون، شغل منصب أمين البحرية/رئيس العمليات البحرية لكرسي علوم المحيطات.

## نشأته وتعليمه
ولد مونك لعائلة يهودية في فيينا، الإمبراطورية النمساوية المجرية سنة 1917. انفصل أبوه الدكتور هانز مونك، ووالدته ريغا برونر، عندما كان في العاشرة من عمره. كان جده لوسيان برونر (1850-1914)، مصرفيًا مرموقًا وسياسيًا نمساويًا. كان زوج والدته، الدكتور رودولف إنغلسبرغ، رئيسًا لاحتكار مناجم الملح في الحكومة النمساوية وعضوًا في كلتا الحكومتين للمستشارين إنغلبرت دولفوس وكورت شوشنيغ.
في سنة 1932، كان أداء مونك ضعيفًا في المدرسة، إذ قضى وقتًا كبيرًا يمارس التزلج، لذا أرسلته عائلته من النمسا إلى مدرسة إعدادية للبنين في ولاية نيويورك. وضعت أسرته في الحسبان أن يكون له وظيفة في مجال التمويل لدى بنك في نيويورك مرتبط بالعمل التجاري للعائلة. عمل لدى الشركة المصرفية للعائلة مدة ثلاث سنوات ودرس في جامعة كولومبيا.
كره مونك العمل المصرفي، وفي عام 1937، غادر الشركة للالتحاق بمعهد كاليفورنيا للتقنية في باسادينا. بينما كان يعمل في معهد كاليفورنيا للتكنولوجيا، تولى وظيفة صيفية سنة 1939 في في معهد سكريبس لعلوم المحيطات في لاهويا بولاية كاليفورنيا. حصل مونك على درجة بكالوريوس في الفيزياء التطبيقية سنة 1939، ودرجة ماجستير في الفيزياء الجيولوجية (تحت إشراف العالم بينو غوتنبرغ) في عام 1940 من معهد كاليفورنيا للتقنية. استند عمل درجة الماجستير إلى بيانات عن علم المحيطات جمعها في خليج كاليفورنيا عالم المحيطات النرويجي هارالد سفيردروب، الذي كان آنذاك مدير معهد سكريبس.
في عام 1939، طلب مونك من سفيردروب أن يأخذه طالبًا للدكتوراه. وافق سفيردروب، رغم إخباره لمونك «لا أتخيل إمكانية وجود وظيفة واحدة متاحة في علم المحيطات خلال السنوات العشر القادمة». توقفت دراسات مونك بسبب اندلاع الحرب العالمية الثانية. أكمل شهادة الدكتوراه في علم المحيطات في معهد سكريبس بجامعة كاليفورنيا، لوس أنجلوس عام 1947. كتب أطروحته في ثلاثة أسابيع، وهي «أقصر أطروحة لدى معهد سكريبس». أدرك لاحقًا خطأ الاستنتاج الرئيسي للأطروحة.

## نشاطاته الحربية
في سنة 1940، التحق مونك بالجيش الأميركي. لم يكن ذلك أمرًا اعتيادًا بالنسبة لتلميذ في معهد سكريبس: إذ انضم جميع التلامذة الآخرين إلى احتياطي البحرية الأمريكية. بعد قضائه 18 شهرًا في المدفعية الميدانية وقوات التزلج، تسرح بناء على طلب من سفيردروب وروجر ريفيل حتى يتمكن من إجراء أبحاث متعلقة بالدفاع في معهد سكريبس. في ديسمبر سنة 1941، أي قبل أسبوع من الهجوم الياباني على بيرل هاربور، انضم إلى عدد من زملائه من سكريبس في مختبر الإذاعة والصوت بالبحرية الأمريكية. عملوا مدة 6 سنوات في تطوير أساليب متعلقة بالأعمال الحربية المضادة للغواصات والحرب البرمائية. شمل بحثهم الصوتيات البحرية، وأدى في نهاية المطاف إلى عمل مونك في التصوير الصوتي للمحيطات.

### التنبؤ بالظروف الموجية لعمليات إنزال الحلفاء
عام 1943، بدأ مونك وسفيدراب بالبحث عن طريقة للتنبؤ بارتفاع موجات سطح المحيط. كان الحلفاء يعدون لإنزال في شمال إفريقيا، حيث يبلغ ارتفاع الأمواج 6 أقدام في ثلثي الأيام. علقت عمليات الإنزال في كل من كارولينا الشمالية والجنوبية مع وصول الأمواج إلى ذلك الارتفاع أنها كانت خطرة على الناس وسفينة الإنزال. وجد مونك وسفيردروب قانونًا تجريبيًا ربط ارتفاع الأمواج والفترة الزمنية بسرعة الرياح ومدتها والمسافة التي تهب فيها. طبق الحلفاء تلك الطريقة في جبهة الحرب في المحيط الهادئ وغزو النورماندي في يوم الإنزال (عملية نيبتون).

قدر المسؤولون في ذلك الوقت أن تلك التنبؤات ساهمت في إنقاذ كثير من الأرواح. علق مونك في عام 2009 قائلًا:
ذاع صيت عملية إنزال النورماندي بسبب سوء الأحوال الجوية حينها، وربما لا يدرك الجميع أن الجنرال أيزنهاور قد أرجأ عملية الهبوط مدة أربع وعشرين ساعة بسبب ظروف الأمواج البحرية حينها. من ثم قرر، رغم أن الظروف لم تكن مواتية، أن المباشرة في العملية ستكون أفضل من خسارة عنصر المفاجأة، الذي كان سيفقد لو أنهم انتظروا دورة المد الثانية بعد أسبوعين.

### القياسات المحيطية خلال تجارب الأسلحة الذرية في المحيط الهادئ
في عام 1946، اختبرت الولايات المتحدة سلاحين من أسلحة الانشطار النووي (20 كيلو طن) في حلقية بيكيني المرجانية في منطقة المحيط الهادئ الاستوائية في «عملية تقاطع الطرق». ساعد مونك في تحديد التيارات البحرية، وانتشارها، والتبدلات المائية التي تؤثر على التلوث الإشعاعي من الاختبار الثاني المسمى «بيكر». عاد بعد ست سنوات إلى المحيط الهادئ الاستوائي لإجراء اختبار عام 1952 لأول سلاح نووي (10 ميغا طون) في حلقية إنيويتك، المسمى باختبار «إيفي مايك». شرع كل من روجر ريفيل، وجون إيزاك، ومونك في تنفيذ برنامج لتتبع احتمالية حدوث تسونامي هائل نتيجة لهذا الاختبار.

### ارتباطاته اللاحقة بالجيش
استمر مونك بارتباطه الوثيق بالجيش خلال عقود لاحقة. وكان أحد الأكاديميين الأوائل الذين مولهم مكتب البحوث البحرية، وحصل على آخر منحة منه مع بلوغه 97 عامًا. في سنة 1968، أصبح عضوًا في مجمع تفكير جايسون، وهو فريق من العلماء يقدم المشورة للبنتاجون، واستمر في هذا المنصب حتى نهاية حياته. شغل منصب أمين البحرية/رئيس العمليات البحرية لكرسي علوم المحيطات منذ عام 1985 وحتى وفاته سنة 2019.

## أعماله
- في عام 1962 أسس معهد فيزياء الأرض.
- في عام 2015 أسس مركز سكريبس لعلم الآثار البحرية.

## وصلات خارجية
- الموقع الرسمي لجائزة قلادة العلوم الوطنية الأمريكية